# Ima Agustoni
Ima Agustoni, bürgerlicher Name Amelia Agustoni-Troni (* 10. November 1935 in Chiavenna; † 22. März 2017 in Wien), war eine italienische Schauspielerin, Moderatorin und Autorin.
Bekannt wurde sie als Moderatorin und Autorin des Italienisch-Sprachkurses Avanti! Avanti!, der 1978 vom BR produziert wurde und über die Dritten Fernsehprogramme der ARD ausgestrahlt wurde. Sie erhielt dafür am 22. März 1985 zusammen mit Horst G. Weise und Rüdiger Graf den Adolf-Grimme-Preis mit Bronze. Außerdem verfasste sie Italienisch-Lehrbücher. Sie spielte auch in Krimiserien wie Eichbergers besondere Fälle, Derrick und Polizeiinspektion 1 mit. Als eine der Ersten entwickelte sie 1965 einen Italienischlehrgang fürs deutsche Fernsehen mit der Reihe Benvenuti in Italia. Es folgten die Kinderbücher Ciao Amici 1969 und Ferientagebuch von Alexander, Karoline & Co. 1972.

## Leben
In den sechziger Jahren kam sie nach München und lernte den SZ-Redakteur Horst Uhlmann kennen. Diesen heiratete sie 1965. Die Ehe hielt nur kurz, aber die Freundschaft der beiden blieb bis zum Tode von Horst Uhlmann erhalten. 1970 heiratet Ima dann den Schauspieler und langjährigen Assistenten von Giorgio Strehler am Piccolo Teatro di Milano, Umberto Troni. Er spielte mehrere Rollen in ihren Sendungen. Mit Umberto lebte Ima in Mailand, München und Venedig. Zu ihren intimsten Freunden zählten u. a. Vittorio Basaglia, Luigi Nono, Cesare Demichelis und Anselm Bilgri. In Venedig arbeiteten beide als Stadtführer.

## Werke
Bücher
- Benvenuti in Italia: Willkommen in Italien. Italienischer Fernsehlehrgang für Anfänger Langenscheidt 1965 (mit Sven Undritz)
- Ciao amici – Ein lustiger Italienisch-Kurs für Kinder. Langenscheidt, Berlin, München, Zürich 1969
- Ferientagebuch von Alexander, Karoline & Co. Schwann Verlag, Düsseldorf 1972
- Schnellkurs Italienisch. Juncker, München 2003 (Medienkombination)

Beiträge
- Venedig und die Venizianer in: Venedig, Band 1 Einführung in Geschichte und Kultur, Reise- u. Verkehrsverl.; München, 1989, ISBN 3-575-21005-5[5]

Tonträger
- Parlate italiano. Langenscheidt
- Großer Sprachkurs Italienisch, Berlitz, 2005, ISBN 3-468-73012-8